# Portret Adele Bloch-Bauer II.
Portret Adele Bloch-Bauer II. je slavno secesijsko ulje na platnu austrijskog slikara Gustava Klimta iz 1912. godine na kojoj je naslikan portret Adele Bloch-Bauer (1881. – 1925.), sofisticirane bečke salonske dame, obožavateljice umjetnosti i prijateljice Gustava Klimta.

## Povijest
Sliku je naručio Adelin muž, bečki Židov i industrijalac koji se obogatio proizvodnjom šećera, Ferdinand Bloch-Bauer. Bio je veliki patron umjetnika i njegova supruga je jedina koju je Gustave Klimt naslikao dvaput. Prvu sliku je Klimt naslikao još 1907. godine, Portret Adele Bloch-Bauer I. Adele Bloch-Bauer je preminula od meningitisa 1925. godine i u svojoj oporuci je preporučila suprugu da slike donira Nacionalnoj galeriji Austrije. Kada je Nacistička Njemačka anektirala Austriju 1938. godine, Ferdinand Bloch-Bauer je pobjegao u Prag i naposljetku završio u Zurichu. Većina njegove imovine je opljačkana, a slika je završila u Nacionalnoj galeriji Belvedere u Beču 1941. god. Ferdinand Bloch-Bauer je preminuo u Zurichu 1945. godine, a u svojoj oporuci je svu svoju imovinu, uključujući i Klimtove slike, ostavio nećacima i nećakinjama.
God. 2000. na poziv austrijskih vlasti Maria Altmann, nasljednica bogatstva, je pozvana da se očituje o povratu otuđenih slika. Ona je odgovorila tužbom za povratom ove i još četiri slike na američkom sudu. Austrijska vlada je na sudu pokušala dokazati kako je Adele Bloch-Bauer svojom oporukom željela da slike ostanu u Austriji, no nakon sudske bitke 2006. godine osnovana komisija austrijskih sudaca je odlučila kako je Maria Altmann pravni vlasnik ovih djela i kako joj se trebaju vratiti.
Dana 2. studenoga 2006. godine, Maria Altmann je prodala Portret Adele Bloch-Bauer II. Ronaldu Lauderu za tada četvrtu cijenu jedne slike na svijetu, 87,9 milijuna $. Od jeseni 2014. gdoine slika je posebnim ugovorom na dulje vrijeme izložena u muzeju MoMA u New Yorku.
Priča Marije Altmann je dramatizirana 2015. godine u filmu Žena u zlatu u kojemu je glumi Helen Mirren, dok njezinog mladog odvjetnika E. Randola Schoenberga glumi Ryan Reynolds.